# Raymond IV de Mévouillon
Pour les articles homonymes, voir Raymond IV.
 (décembre 2024).
Raymond IV de Mévouillon, né vers 1195 et mort le 31 mars 1274 est un baron dauphinois et provençal XIIIe siècle qui hérite de la baronnie de Mévouillon, un fief que sa famille prétend tenir des rois de Bourgogne et qui ne dépend théoriquement que du souverain du Saint-Empire Romain Germanique.

## Biographie

### Famille
Raymond IV de Mévouillon est le fils de Raymond III de Mévouillon et de son épouse Saure du Faye. Il a plusieurs frères et sœurs dont Raymond de Mévouillon dit « Raymond le Bossu » et Alix épouse d'Agoult, seigneur de Sault.
Son frère « Raymond le Bossu » et son épouse Jocerande ont deux filles Galburge qui épouse Lambert des Adhémar de Montélimar et Saure qui prend le voile à la Chartreuse de Saint-André-de-Ramières. Cette dernière, par son testament du 26 mai 1247, cède à son oncle Raymond et à Raymond le jeune son fils la moitié des biens qu'elle a hérité de son père à Curel, Montfroc, Vers-sur-Méouge, Revest-du-Bion et Jarjayes. L'autre moitié de ces biens revient à sa sœur Galburge.
Sa sœur Almusia épouse Dragonnet de Montauban et cède à son frère, le 20 mars 1256 tous ses droits à la succession de ses parents.
Raymond IV de Mévouillon est le père de Raymond de Mévouillon qui est successivement évêque de Gap et archevêque d'Embrun.

### Baron de Mévouillon
Le 26 février 1247, Raymond IV de Mévouillon accorde une charte de libertés à ses sujets de la ville de Serres.
Le 13 avril 1253, Raymond IV de Mévouillon remet en gage à Aimard de Poitiers, comte de Valentinois, le château et la terre de Savasse jusqu'au paiement de 50 Livres qu'il lui doit.
Le 5 juillet 1253, Raymond IV de Mévouillon qui a déjà acquis, par la donation de sa nièce, la moitié de l'héritage ou presque de son frère Raymond le Bossu, acquiert les droits à l'héritage de ses parents de sa sœur Saure.

### Frère dominicain
Le 3 mai 1254 Raymond IV de Mévouillon, novice chez les frères prêcheurs d'Avignon, obtient du prieur Pierre qui dirige le couvent des dominicains dans cette ville, l'autorisation de demeurer dans l'ordre en continuant sa probation et la promesse que, même après avoir pris l'habit, lu et chanté dans le chœur, il restera libre de rentrer dans le monde, et ne sera contraint de se dépouiller de toute propriété, à la continence, à l'obéissance et aux autres contraintes de la règle.
Le 29 mai 1263 Raymond IV de Mévouillon est ordonné par les frères prêcheurs et dicte un testament qui désigne son fils Raymond comme son héritier universel.